# 129e session du Comité international olympique
La 129e session du Comité international olympique est une réunion du Comité international olympique qui se tient à Rio de Janeiro, au Brésil, début août 2016, juste avant l'ouverture des Jeux olympiques d'été de 2016 dans la même ville.
Y est notamment décidée la liste des sports additionnels qui seront présents aux Jeux olympiques d'été de 2020 à Tokyo : le baseball (et sa variante féminine le softball), l'escalade, le karaté, le skateboard et le surf.